# Sequehart British Cemetery No.1
 Sequehart British Cemetery No.1 is een Britse militaire begraafplaats met gesneuvelden uit de Eerste Wereldoorlog, gelegen in het Franse dorp Sequehart (departement Aisne). De begraafplaats werd ontworpen door William Cowlishaw en ligt achter de gemeentelijke begraafplaats op 65 m ten noordoosten van de Église Saint-Quentin. Ze is via deze begraafplaats bereikbaar. Ze heeft een smalle rechthoekige vorm met een oppervlakte van 313 m² en is omgeven door een natuurstenen muur. De graven liggen in een lange rij en het Cross of Sacrifice staat vlak bij de toegang. De begraafplaats wordt onderhouden door de Commonwealth War Graves Commission.
Ongeveer 75 m noordwestelijker ligt de Sequehart British Cemetery No.2.
Er worden 56 slachtoffers herdacht waaronder 2 niet geïdentificeerde.

## Geschiedenis
Na een strijd van drie dagen werd het dorp op 3 oktober 1918 veroverd door het 5th/6th Royal Scots en de 15th Highland Light Infantry (32nd Division). De begraafplaats werd op 10 oktober 1918 door het 1st/6th Sherwood Foresters aangelegd. Alle slachtoffers sneuvelden in de eerste week van oktober 1918 en bijna 2/3 van hen waren leden van het Monmouthshire Regiment.